# Code pénal économique (Syrie)
Le Code pénal économique fut promulgué par le décret législatif no 37 du 16 mai 1966.